# Clopotul muzical
„Clopotul muzical” („The Singing Bell”) este o povestire științifico-fantastică scrisă de Isaac Asimov care a fost publicată prima oară în numărul din ianuarie 1955 al The Magazine of Fantasy and Science Fiction și care a fost retipărită în colecția sa din 1968 Asimov's Mysteries. "The Singing Bell" este prima povestire a lui Asimov cu personajul Wendell Urth, un expert în viață extraterestră.

## Prezentare
Criminalul Louis Peyton își petrece fiecare august într-o izolare totală la ferma lui din Colorado protejat de un puternic câmp de forță. Într-un august, Albert Cornwall îl duce pe Lună pentru a prelua un depozit de clopote cântătoare care sunt extrem de valoroase (de fapt acestea sunt roci lunare, care, atunci când sunt lovite corect, emit un sunet incredibil de frumos). Cornwall intrase în posesia lor prin uciderea descoperitorului acestora. Dar Louis Peyton îl ucide pe Cornwall și ascunde clopotele.
Poliția ia legătura cu Wendell Urth pentru a putea dovedi faptul că Peyton a fost pe Lună, astfel încât să folosească asupra lui o psiho-sondă cu care s-ar obține dovezi suficiente pentru o condamnare. Cu toate acestea, deoarece o persoană poate fi psiho-cercetată doar o singură dată în viață, poliția trebuie să fie sigură că Peyton este vinovat.
Urth îi oferă lui Peyton propriul său clopot cântător, care, deși defect, încă mai scoate suficiente sunete valoroase. Urth îi aruncă clopotul, dar, din cauză că nu s-a obișnuit încă cu gravitația, Peyton scapă pe jos clopotul și astfel Urth demonstrează că acesta a părăsit de curând planeta. Prin urmare, ucigașul este dus pentru a fi psiho-cercetat. Urth cere să primească un clopot perfect în schimbul serviciilor sale.

## Legături externe
- en  Istoria publicării lucrării Clopotul muzical la Internet Speculative Fiction Database

## Vezi și
- 1955 în științifico-fantastic